# Piel a piel (programa de televisión)
Piel a piel es un programa de televisión venezolano dedicado a presentar temas de sexualidad y erotismo a través de sesiones de pareja, conducido por la actriz Norkiys Batista y el psicólogo Alberto Barradas para la cadena de televisión por suscripción Venevisión Plus. Transmitido los domingos a partir de las 10:00pm de la noche.